# Deutsche Synchronisation von Star Trek
Dieser Artikel gibt einen Überblick über die Synchronstudios, Dialogbuchautoren, und -regisseure, die für die deutsche Synchronisation der Star-Trek-Fernsehserien und -Kinofilme verantwortlich waren. Außerdem gibt er eine Übersicht über die Synchronsprecher der Raumschiffbesatzung um James T. Kirk, deren Mitglieder – je nach Synchronfassung – wechselnde deutsche Synchronstimmen erhielten.

## Hersteller der deutschen Synchronfassungen
| Serie, Film                                     | Episode(n), Teil                                             | Synchronstudio         | Dialogbuch                                            | Dialogregie                                                                  | Beleg  |
| ----------------------------------------------- | ------------------------------------------------------------ | ---------------------- | ----------------------------------------------------- | ---------------------------------------------------------------------------- | ------ |
| Der Käfig                                       | komplett                                                     | Arena Synchron         | Ulrich Johannson                                      | Ulrich Johannson                                                             | [ 1 ]  |
| Raumschiff Enterprise                           | Ep. 1–49, 51–79                                              | Beta Film              | K. E. Ludwig, Wolfgang Schick, Helmut Harun, Til Kiwe | K. E. Ludwig, Wolfgang Schick, Helmut Harun, Til Kiwe, Gert Günther Hoffmann | [ 1 ]  |
| Raumschiff Enterprise                           | Ep. 50: Schablonen der Gewalt                                | Zufall-Synchron        | Harald Wolff                                          | Harald Wolff                                                                 | [ 1 ]  |
| Raumschiff Enterprise                           | neue Szenen                                                  | EuroSync               | Harald Wolff, Heidrun Bartholomäus, Martin Schowanek  | Harald Wolff, Heidrun Bartholomäus, Martin Schowanek                         | [ 1 ]  |
| Die Enterprise                                  | ZDF-Fassung                                                  | Deutsche Synchron      | Michael Miller                                        | Karlheinz Brunnemann                                                         | [ 2 ]  |
| Die Enterprise                                  | CIC-Fassung                                                  | Synchron 80            | K. E. Ludwig                                          | K. E. Ludwig                                                                 | [ 3 ]  |
| Star Trek: Der Film                             | Kinoversion                                                  | Berliner Synchron      | Jürgen Neu                                            | Wolfgang Schick                                                              | [ 4 ]  |
| Star Trek: Der Film                             | neue Szenen TV-Fassung (VHS, 1997) und Director’s Cut (2002) | EuroSync               | Harald Wolff                                          | Harald Wolff                                                                 | [ 4 ]  |
| Star Trek: Der Film                             | neue Szenen Director’s Cut (2022)                            | Iyuno Germany          | Oliver Feld                                           | Oliver Feld                                                                  | [ 4 ]  |
| Star Trek II: Der Zorn des Khan                 | Kinoversion                                                  | Berliner Synchron      | Jürgen Neu                                            | Wolfgang Schick                                                              | [ 5 ]  |
| Star Trek II: Der Zorn des Khan                 | neue Szenen                                                  | EuroSync               | Harald Wolff                                          | Sven Plate                                                                   | [ 5 ]  |
| Star Trek III: Auf der Suche nach Mr. Spock     | komplett                                                     | Berliner Synchron      | Martin Großmann                                       | Martin Großmann                                                              | [ 6 ]  |
| Star Trek IV: Zurück in die Gegenwart           | komplett                                                     | Cine Adaption          | Gerd Eichen, Claudia Walter                           | Wolfgang Schick                                                              | [ 7 ]  |
| Star Trek V: Am Rande des Universums            | komplett                                                     | Cine Adaption          | Udo Wachtveitl, Claudia Walter                        | K. E. Ludwig                                                                 | [ 8 ]  |
| Star Trek VI: Das unentdeckte Land              | Kinoversion                                                  | Cine Adaption          | K. E. Ludwig, Claudia Walter                          | K. E. Ludwig                                                                 | [ 9 ]  |
| Star Trek VI: Das unentdeckte Land              | neue Szenen                                                  | EuroSync               | Harald Wolff                                          | Harald Wolff                                                                 | [ 9 ]  |
| Raumschiff Enterprise – Das nächste Jahrhundert | CIC-Fassung, Ep. 1–14                                        | Alster Studios Hamburg | Andreas von der Meden                                 | Dieter B. Gerlach                                                            | [ 10 ] |
| Raumschiff Enterprise – Das nächste Jahrhundert | ZDF-Episoden (bis Ep. 83)                                    | Arena Synchron         | Michael Erdmann (1–75), Ulrich Johannson (75–83)      | Michael Erdmann (1–75), Ulrich Johannson (75–83)                             | [ 11 ] |
| Raumschiff Enterprise – Das nächste Jahrhundert | Sat.1-Episoden (ab Ep. 84)                                   | Arena Synchron         | Ulrich Johannson                                      | Ulrich Johannson                                                             | [ 11 ] |
| Star Trek: Deep Space Nine                      | komplett                                                     | Arena Synchron         | Ulrich Johannson (Pilotfilm), Boris Tessmann (Serie)  | Boris Tessmann                                                               | [ 12 ] |
| Star Trek: Raumschiff Voyager                   | komplett                                                     | Arena Synchron         | Ulrich Johannson                                      | Ulrich Johannson                                                             | [ 13 ] |
| Star Trek: Enterprise                           | Staffel 1                                                    | Bavaria Synchron       | Harald Wolff                                          | Michael Brennicke                                                            | [ 14 ] |
| Star Trek: Enterprise                           | Staffeln 2–4                                                 | Arena Synchron         | Ulrich Johannson                                      | Ulrich Johannson                                                             | [ 14 ] |
| Star Trek: Treffen der Generationen             | komplett                                                     | Berliner Synchron      | Lutz Riedel                                           | Lutz Riedel                                                                  | [ 15 ] |
| Star Trek: Der erste Kontakt                    | komplett                                                     | Berliner Synchron      | Lutz Riedel                                           | Lutz Riedel                                                                  | [ 16 ] |
| Star Trek: Der Aufstand                         | komplett                                                     | Berliner Synchron      | Lutz Riedel                                           | Lutz Riedel                                                                  | [ 17 ] |
| Star Trek: Nemesis                              | komplett                                                     | Berliner Synchron      | Lutz Riedel                                           | Lutz Riedel                                                                  | [ 18 ] |
| Star Trek                                       | komplett                                                     | Berliner Synchron      | Änne Troester                                         | Kim Hasper, Björn Schalla                                                    | [ 19 ] |
| Star Trek Into Darkness                         | komplett                                                     | Berliner Synchron      | Änne Troester                                         | Björn Schalla                                                                | [ 20 ] |
| Star Trek Beyond                                | komplett                                                     | Berliner Synchron      | Änne Troester                                         | Björn Schalla                                                                | [ 21 ] |
| Star Trek: Discovery                            | komplett                                                     | Arena Synchron         | Oliver Feld                                           | Tobias Neumann, Manuel Dörr                                                  | [ 22 ] |
| Star Trek: Short Treks                          | komplett                                                     | Arena Synchron         | Oliver Feld                                           | Tobias Neumann                                                               | [ 23 ] |
| Star Trek: Picard                               | komplett                                                     | Arena Synchron         | Oliver Feld                                           | Tobias Neumann                                                               | [ 24 ] |
| Star Trek: Lower Decks                          | komplett                                                     | Arena Synchron         | Tobias Neumann, Oliver Feld                           | Oliver Feld                                                                  | [ 25 ] |
| Star Trek: Prodigy                              | komplett                                                     | Level 45, Berlin       | Guido Kellershof                                      | Guido Kellershof                                                             | [ 26 ] |

## Synchronstimmen der Mannschaft um James T. Kirk
Die Tabelle gibt einen Überblick über die deutschen Synchronstimmen der Figuren, die zur Raumschiffbesatzung um James T. Kirk gehören, in den verschiedenen Synchronfassungen der Fernsehserien Raumschiff Enterprise und Die Enterprise und der Kinofilme.
|                  |                   |                           | Raumschiff Enterprise | Raumschiff Enterprise | Raumschiff Enterprise | Die Enterprise | Die Enterprise | Star-Trek-Kinofilme | Star-Trek-Kinofilme |
| Rollenname       | Darsteller        | Deutsche Synchronstimme   | ZDF- Synchr.          | Sat.1- Synchr.        | Video- Nachsynchr.    | ZDF- Synchr.   | Video- Synchr. | Ursprüngl. Fassung  | Video- Nachsynchr.  |
| ---------------- | ----------------- | ------------------------- | --------------------- | --------------------- | --------------------- | -------------- | -------------- | ------------------- | ------------------- |
| James T. Kirk    | William Shatner   | Gert Günther Hoffmann     | ●                     | ●                     |                       |                | ●              | 1, 4–7              |                     |
| James T. Kirk    | William Shatner   | Thomas Danneberg          |                       |                       | ●                     |                |                |                     |                     |
| James T. Kirk    | William Shatner   | Andreas Neumann           |                       |                       | ●                     |                |                |                     |                     |
| James T. Kirk    | William Shatner   | Klaus Sonnenschein        |                       |                       |                       |                |                | 2, 3                | 1                   |
| James T. Kirk    | William Shatner   | Rolf Schult               |                       |                       |                       | ●              |                |                     |                     |
| James T. Kirk    | Chris Pine        | Nico Sablik               |                       |                       |                       |                |                | 11–13               |                     |
| Spock            | Leonard Nimoy     | Herbert Weicker           | ●                     | ●                     |                       |                | ●              | 1–6                 |                     |
| Spock            | Leonard Nimoy     | Norbert Gescher           |                       |                       | ●                     |                |                | 11                  | 1, 2, 6             |
| Spock            | Leonard Nimoy     | Fred Maire                |                       |                       |                       |                |                | 12                  |                     |
| Spock            | Leonard Nimoy     | Christian Rode            |                       |                       |                       | ●              |                |                     |                     |
| Spock            | Zachary Quinto    | Timmo Niesner             |                       |                       |                       |                |                | 11–13               |                     |
| Leonard McCoy    | DeForest Kelley   | Manfred Schott            | ●                     |                       |                       |                |                | 1                   |                     |
| Leonard McCoy    | DeForest Kelley   | Randolf Kronberg          |                       | ●                     |                       |                | ●              | 4–6                 |                     |
| Leonard McCoy    | DeForest Kelley   | Joachim Pukaß             |                       |                       | ●                     |                |                |                     |                     |
| Leonard McCoy    | DeForest Kelley   | Christian Rode            |                       |                       |                       |                |                | 2–3                 |                     |
| Leonard McCoy    | DeForest Kelley   | Bodo Wolf                 |                       |                       |                       |                |                |                     | 1                   |
| Leonard McCoy    | DeForest Kelley   | Heinz Petruo              |                       |                       |                       | ●              |                |                     |                     |
| Leonard McCoy    | Karl Urban        | Tobias Kluckert           |                       |                       |                       |                |                | 11–13               |                     |
| Montgomery Scott | James Doohan      | Kurt E. Ludwig            | ●                     | ●                     |                       |                | ●              | 1–7                 |                     |
| Montgomery Scott | James Doohan      | Manfred Petersen          |                       |                       | ●                     |                |                |                     |                     |
| Montgomery Scott | James Doohan      | Kaspar Eichel             |                       |                       |                       |                |                |                     | 1, 2, 6             |
| Montgomery Scott | James Doohan      | Thomas Danneberg          |                       |                       |                       | ●              |                |                     |                     |
| Montgomery Scott | Simon Pegg        | Simon Jäger               |                       |                       |                       |                |                | 11–13               |                     |
| Hikaru Sulu      | George Takei      | Fred Klaus                | ●                     | ●                     |                       |                | ●              | 6                   |                     |
| Hikaru Sulu      | George Takei      | Dirk Müller               |                       |                       | ●                     |                |                |                     |                     |
| Hikaru Sulu      | George Takei      | Bernhard Völger           |                       |                       | ●                     |                |                |                     |                     |
| Hikaru Sulu      | George Takei      | Helmut Gauß               |                       |                       |                       |                |                | 1–3                 |                     |
| Hikaru Sulu      | George Takei      | Tommi Piper               |                       |                       |                       |                |                | 4–5                 |                     |
| Hikaru Sulu      | George Takei      | Norbert Langer            |                       |                       |                       | ●              |                |                     |                     |
| Hikaru Sulu      | John Cho          | Julien Haggége            |                       |                       |                       |                |                | 11–13               |                     |
| Nyota Uhura      | Nichelle Nichols  | Rose-Marie Kirstein       | ●                     |                       |                       |                |                | 1                   |                     |
| Nyota Uhura      | Nichelle Nichols  | Ilona Grandke             |                       | ●                     |                       |                | ●              | 4–6                 |                     |
| Nyota Uhura      | Nichelle Nichols  | Sabine Arnhold            |                       |                       | ●                     |                |                |                     |                     |
| Nyota Uhura      | Nichelle Nichols  | Regine Albrecht           |                       |                       | ●                     |                |                |                     | 1                   |
| Nyota Uhura      | Nichelle Nichols  | Joseline Gassen           |                       |                       |                       |                |                | 2–3                 |                     |
| Nyota Uhura      | Nichelle Nichols  | Evamaria Miner            |                       |                       |                       | ●              |                |                     |                     |
| Nyota Uhura      | Nichelle Nichols  | Renate Küster             |                       |                       |                       | ●              |                |                     |                     |
| Nyota Uhura      | Zoe Saldana       | Tanja Geke                |                       |                       |                       |                |                | 11–13               |                     |
| Pavel Chekov     | Walter Koenig     | Elmar Wepper              | ●                     |                       |                       |                |                | 1, 2, 4–6           |                     |
| Pavel Chekov     | Walter Koenig     | Martin Umbach             |                       | ●                     |                       |                |                |                     |                     |
| Pavel Chekov     | Walter Koenig     | Frank Glaubrecht          |                       |                       |                       |                |                | 3, 7                |                     |
| Pavel Chekov     | Walter Koenig     | Stefan Staudinger         |                       |                       |                       |                |                |                     | 1, 2                |
| Pavel Chekov     | Anton Yelchin     | Constantin von Jascheroff |                       |                       |                       |                |                | 11–13               |                     |
| Christine Chapel | Majel Barrett     | Ruth Pistor               | ●                     |                       |                       |                |                |                     |                     |
| Christine Chapel | Majel Barrett     | Dagmar Heller             | ●                     |                       |                       |                |                |                     |                     |
| Christine Chapel | Majel Barrett     | Frauke Sinjen             | ●                     |                       |                       |                |                |                     |                     |
| Christine Chapel | Majel Barrett     | Liane Hielscher           | ●                     |                       |                       |                |                |                     |                     |
| Christine Chapel | Majel Barrett     | Kathrin Ackermann         |                       | ●                     |                       |                |                |                     |                     |
| Christine Chapel | Majel Barrett     | Doris Gallart             |                       |                       |                       |                |                | 1                   |                     |
| Christine Chapel | Majel Barrett     | Katrin Fröhlich           |                       |                       |                       |                | ●              |                     |                     |
| Christine Chapel | Majel Barrett     | Ursula Herwig             |                       |                       |                       | ●              |                |                     |                     |
| Janice Rand      | Grace Lee Whitney | Ilse Pagé                 | ●                     |                       |                       |                |                |                     |                     |
| Janice Rand      | Grace Lee Whitney | Ingrid Capelle            |                       | ●                     |                       |                |                |                     |                     |
| Janice Rand      | Grace Lee Whitney | Barbara Adolph            |                       |                       |                       |                |                | 1                   |                     |